# Protolaeospira stalagmia
Protolaeospira stalagmia är en ringmaskart som beskrevs av Knight-Jones 1973. Protolaeospira stalagmia ingår i släktet Protolaeospira och familjen Serpulidae. Inga underarter finns listade i Catalogue of Life.